# Jan Simoen (voetballer)
Jan Simoen (Nieuwpoort, 9 december 1953) is een gewezen Belgische voetballer. Hij speelde onder meer voor Club Brugge, SK Beveren en Cercle Brugge.

## Carrière
Jan Simoen startte zijn prille carrière bij de jeugd van het plaatselijke VV Oostduinkerke. In 1970 maakte hij zijn debuut in het eerste elftal van AS Oostende. De toen 17-jarige aanvaller werd een vaste waarde bij Oostende. Met de club knokte hij zich in de loop der jaren van Derde Klasse naar Eerste Klasse. In 1977 degradeerde de club en vond de rasechte West-Vlaming onderdak bij het grote Club Brugge.
Simoen sloot zich in de zomer van '77 net als de Deen Jan Sørensen aan bij het elftal van succescoach Ernst Happel. De gewezen speler van Oostende mocht bij blauw-zwart de concurrentie aangaan met onder meer Raoul Lambert en Sørensen. Hoewel hij niet altijd speelde, scoorde Simoen regelmatig. In zijn eerste seizoen won hij met Club Brugge de landstitel en bereikte hij de finale van de Europacup I. Simoen startte toen in de finale tegen Liverpool FC in de basis.
Een seizoen later kreeg Simoen er met de komst van de aanvallend ingestelde middenvelder Jan Ceulemans een taaie concurrent bij. Bovendien haalde Club Brugge in de winter ook Peter Houtman naar België. Maar de toegenomen concurrentie veranderde weinig aan de situatie. Simoen kreeg een paar speelkansen en toonde opnieuw zijn neus voor doelpunten. Blauw-zwart kon het succes van een jaar eerder niet herhalen en werd in de competitie pas zesde. Club bereikte wel nog de finale van de Beker van België, maar verloor daarin van Beerschot.
In 1979 vertrok Simoen naar het SK Beveren van trainer Robert Goethals. Hij werd er een ploegmaat van onder meer Jean-Marie Pfaff, Erwin Albert en Bert Cluytens. De Waaslanders waren op dat ogenblik regerend landskampioen. In de eerste ronde van de Europacup I werd Beveren echter al uitgeschakeld door Servette Genève. In de competitie kende de club een terugval: Beveren strandde in de middenmoot. Na één seizoen ruilde Simoen Beveren in voor Cercle Brugge.
Bij Cercle stond Leo Canjels aan het roer. De West-Vlaamse aanvaller werd een vaste waarde, maar kon niet voorkomen dat de groen-zwarte vereniging slechts veertiende werd in de competitie. Ook bij Cercle hield Simoen het maar een jaar vol. In 1980 verkaste de toen 27-jarige aanvaller naar derdeklasser Sint-Niklase SK.
Simoen werd met Sint-Niklaas meteen kampioen en eveneens topschutter in de derde klasse, waardoor de club terug naar Tweede Klasse mocht. Na drie seizoenen greep de club de titel. Sint-Niklaas mocht voor het eerst sinds 1947 nog eens naar Eerste Klasse. Voor Simoen was het een weerzien met zijn ex-clubs, maar lang duurde het avontuur van de promovendus niet. Op het einde van het seizoen werd Sint-Niklaas voorlaatste en degradeerde het terug naar Tweede Klasse. Simoen was in die dagen een ploegmaat van o.a. Roger Van Gool, Peter Van Wambeke en de Nederlanders Johnny Dusbaba en Matthijs van Toorn. In de met 1-2 verloren thuiswedstrijd tegen Club Brugge scoorde Simoen het openingsdoelpunt.
Na zes seizoenen voor Sint-Niklaas zette Simoen een stap terug. De club werd in 1987 teleurstellend laatste in Tweede Klasse en zakte toen zelfs naar Vierde Klasse. Dat was voor de 34-jarige Simoen het teken om een stap terug te zetten. Hij voetbalde nadien nog enkele jaren voor verscheidene clubs uit de lagere reeksen en is één van de weinige spelers die van eerste klasse tot vierde provinciale in alle reeksen hebben gespeeld.